# Lontano dal male
Lontano dal male è un romanzo breve di genere giallo dello scrittore italiano Franco Ricciardiello, ambientato a Torino nel giugno 1971. Racconta un duplice delitto avvenuto in una palazzina d’appartamenti abitati da militari dell’Esercito Italiano con le loro famiglie, nel contesto dei mesi successivi al fallito golpe Borghese.
(Franco Ricciardiello)

## Trama
In un condominio dell’immaginaria via Sinagoga a Torino, di proprietà dell’Esercito Italiano, e abitato da ufficiali di vari reparti di stanza a Torino e dalle loro famiglie, avviene un duplice omicidio: un tenente colonnello ucciso con un colpo di pistola al cuore e il suo attendente, un giovane di leva, morto per essere precipitato dal quarto piano nel cortile del palazzo.
L’unica persona presente nell’appartamento è la moglie dell’ufficiale, priva di sensi per avere ingerito medicinali in un probabile tentativo di suicidio.
Dell’indagine è incaricato il dottor Quarta, un magistrato di mezza età, che si avvale di un maresciallo dai carabinieri di consumata esperienza, Genatiempo, che per carattere è più propenso a farsi coinvolgere nelle ragioni dei sospettati; i due devono muoversi in un ambiente corrotto dal tarlo del male, tra militari nostalgici e le loro belle mogli, in una stagione della nostra storia in bilico tra la contestazione e la lotta armata.
(Intervista a Caterina Franciosi)
Nel testo sono citati anche i PID (Proletari in Divisa), articolazione di Lotta continua all’interno dell’Esercito Italiano nel corso degli anni Settanta.

## Critica
(Rossella Lazzari, “Contorni di noir”)
Scritto su richiesta di Andrea Franco e Diego Di Dio, editor della collana “Passepartout” di Settechiavi Editore, il romanzo si alimenta in parte dell’esperienza personale dell’autore, che in un’intervista al sito Il Salotto Letterario dichiara:
(Franco Ricciardiello:)
Per “Contorni di Noir”, nella nostra epoca votata alla tecnologia, al profiling, a rilievi scientifici con aggeggi costosissimi, Lontano dal male riconduce all’essenziale, all’indagine basata sulle persone, in cui conta l’intuito dell’inquirente, la sua conoscenza dell’animo umano, per smascherare una rete di non detti, non visti, segreti e sotterfugi
Per Caterina Franciosi, il romanzo si presenta come un giallo storico in grado di offrire numerosi spunti di lettura e riflessione a livello sociale, politico e culturale:

## Edizioni
Lontano dal male, Settechiavi Editore, 2023, ISBN 979-12-8094-707-9.